# Pestil
Pestil est un mot d’origine turque qui signifie cuir de fruit, souvent à base de purée d'abricot agrémentée de raisin ou de baies. C'est un mets traditionnellement préparé dans la cuisine turque.

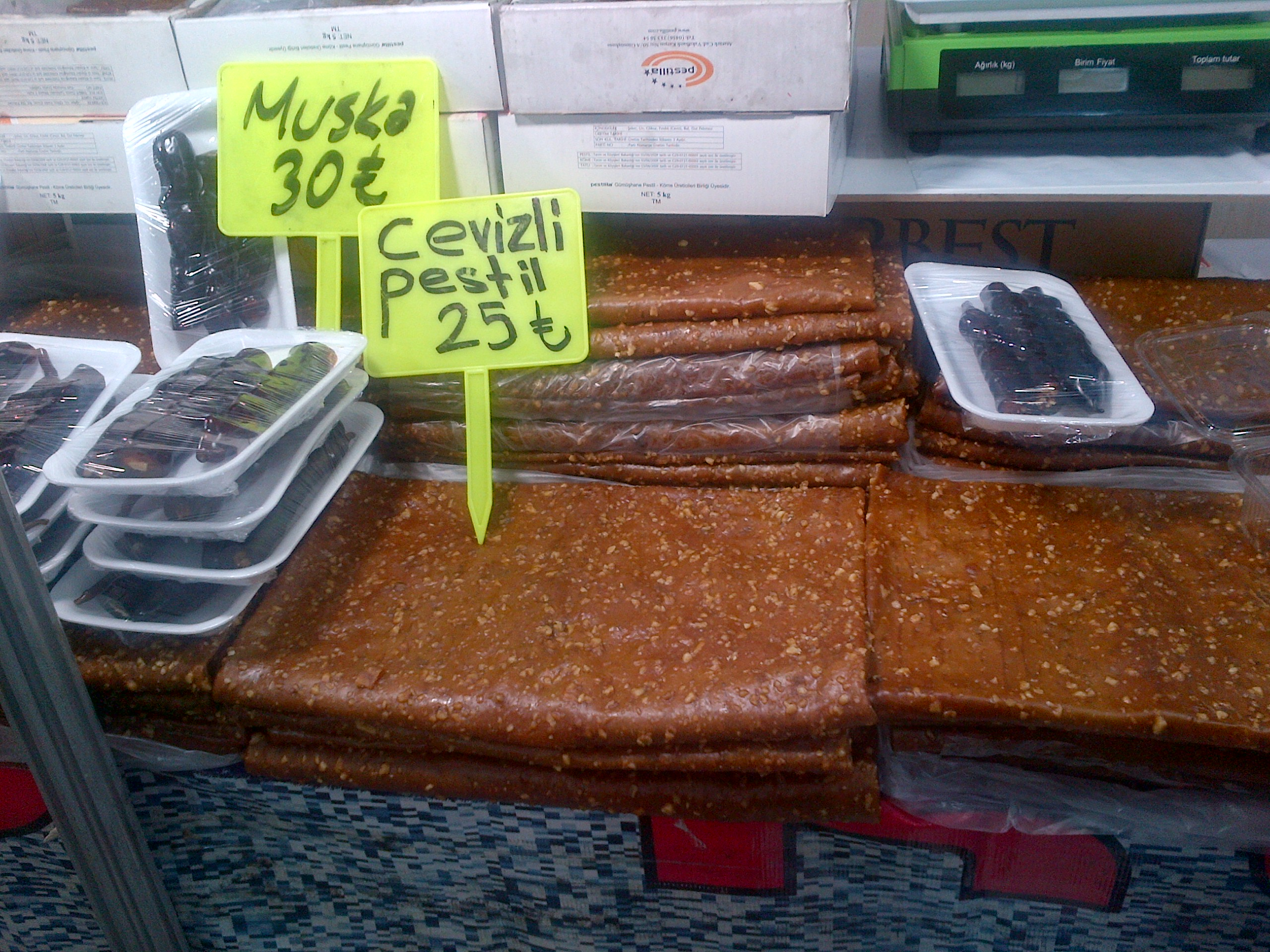

Cette spécialité se consomme l'hiver, à la fois en Turquie et dans les pays balkaniques qui faisaient partie de l'Empire ottoman et du Caucase.